# ویلیام هارول
ویلیام هارول (انگلیسی: William Harvell; ۲۵ سپتامبر ۱۹۰۷ – ۱۳ مهٔ ۱۹۸۵) دوچرخه‌سوار اهل بریتانیا بود.
وی در مسابقات کشوری و بین‌المللی در مجموع برندهٔ ۱ مدال برنز شده‌است.